# Alex Kušnir
Alexander „Alex“ Kušnir (hebrejsky אלכסנדר „אלכס“ קושניר‎; * 2. listopadu 1978 Drohobyč, Sovětský svaz) je poslanec Knesetu za stranu Jisra'el bejtenu, který zastává funkci předsedy finančního výboru a působil také jako výkonný ředitel Ministerstva absorpce imigrantů.

## Životopis
Alexander Kušnir se narodil v Drohobyči v Ukrajinské SSR. V roce 1992 emigroval s matkou do Izraele do města Aškelon.
Sloužil v Izraelských obranných silách (IOS) jako bojovník v brigádě Giv'ati. Jeho poslední funkcí byl velitel roty. Slouží v záloze v hodnosti kapitána (seren).
Po propuštění z IOS vstoupil do Šin bet, kde devět let zastával různé pozice v terénu.
Vystudoval bakalářský obor ekonomie na Hebrejské univerzitě v Jeruzalémě a magisterský obor obchodní administrativa se specializací na finance na Ono Academic College.
Zastával manažerské pozice v různých odvětvích, například v energetice, maloobchodě a finančnictví. Působil jako zástupce organizace Americký židovský spojený distribuční výbor v Bělorusku.
V roce 2015, před volbami do 20. Knesetu, se umístil na 17. místě kandidátní listiny Jisra'el bejtenu.
V červenci 2016 byl jmenován výkonným ředitelem Ministerstva absorpce imigrantů pod vedením ministryně Sofy Landver. Tuto funkci zastával až do roku 2019. Současně s touto funkcí zastával v letech 2016 až 2017 také funkci ředitele Liškat ha-kešer. S nástupem Jariva Levina na post ministra absorpce imigrantů byl bez předchozího varování ze své funkce odvolán, což rozzuřilo přistěhovalecké organizace.
V únoru 2019 se umístil na 7. místě kandidátní listiny Jisra'el bejtenu pro volby do 21. Knesetu a na stejném místě také pro volby do 22. Knesetu. V září 2019 byl za stranu Jisra'el bejtenu zvolen poslancem Knesetu do 22. Knesetu.
Dne 16. června 2021 byl zvolen předsedou finančního výboru Knesetu.
Je ženatý s Alonou, se kterou má dceru. Žijí v Aškelonu.